# Crémines
 (février 2014).
Si vous disposez d'ouvrages ou d'articles de référence ou si vous connaissez des sites web de qualité traitant du thème abordé ici, merci de compléter l'article en donnant les références utiles à sa vérifiabilité et en les liant à la section « Notes et références ».
Crémines est une commune suisse du canton de Berne, située dans l'arrondissement administratif du Jura bernois.

## Géographie

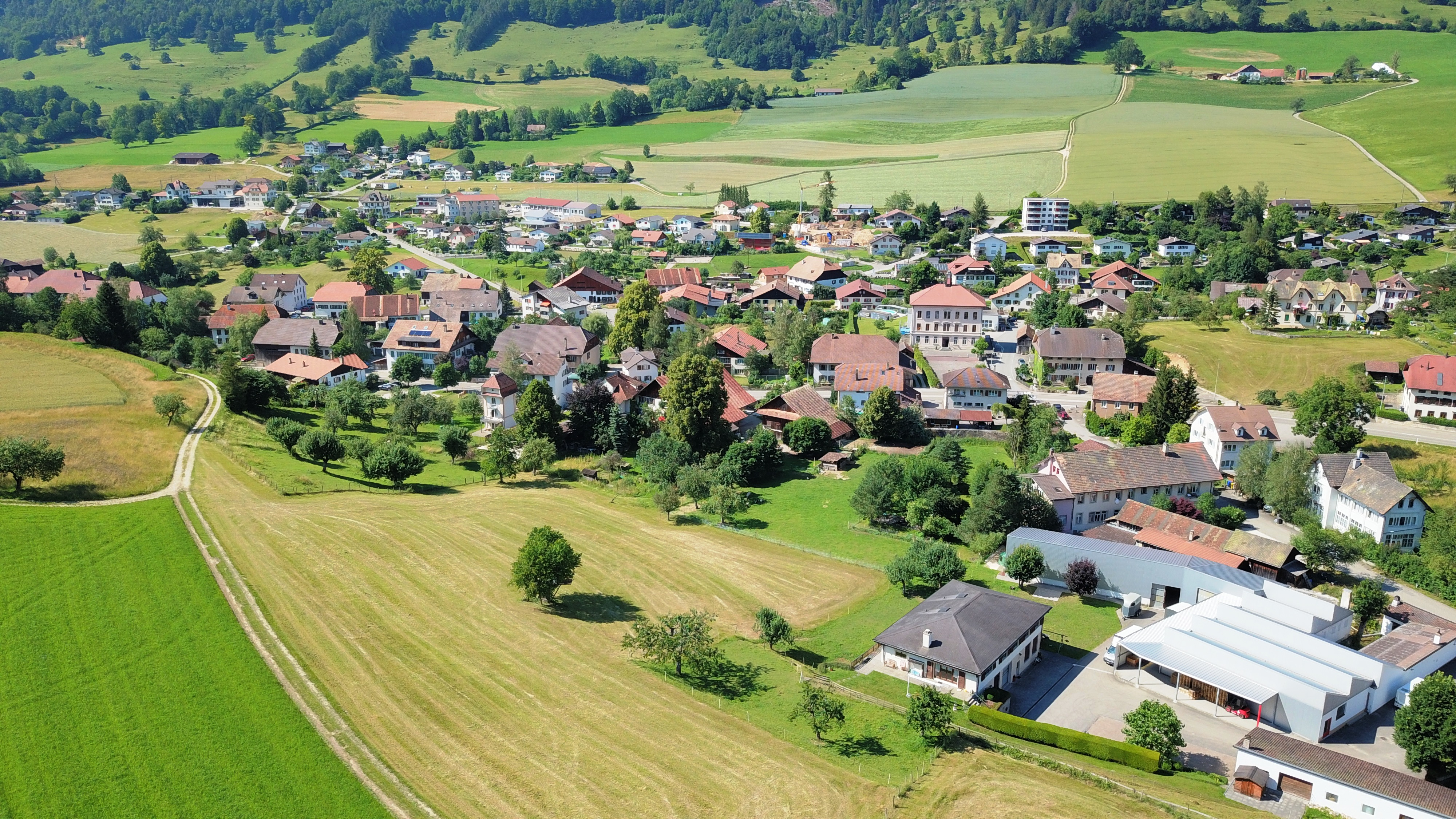
Vue sur Crémines

Photo aérienne par Walter Mittelholzer (1934)

Le village de Crémines se situe à 6 km à vol d’oiseau à l'est de Moutier, chef-lieu du district. Il est arrosé par la rivière La Raus et par le ruisseau La Gaibiate, l’un de ses affluents. Crémines se trouve dans le Cornet, également appelé le Grand Val.
Au nord, le territoire communal est limité par la chaîne du Raimeux, au sud par le Graitery et à l'est par le Maljon. L’altitude du village est à 611 mètres. Le point culminant est à 1 250 mètres, sur la chaîne du Raimeux, au lieu-dit Sur le Golat.
Le territoire communal s’étend aussi dans la cluse de Saint-Joseph, en direction du canton de Soleure. La gare de Saint-Joseph est située sur le territoire de Crémines.

## Histoire
L’étymologie de "Crémines" vient probablement de "creux des mines". La première mention connue remonte à 1179 où Crémines est cité au nombre des possessions du prieuré de Moutier-Grandval. La première mention écrite de Crémines date de 1461. Jusqu’à la fin du XVIIIe siècle, Crémines dépendait de la prévôté de Moutier-Grandval.
De 1797 à 1815, Crémines a fait partie de la France, au sein du département du Mont-Terrible, puis, à partir de 1800, du département du Haut-Rhin, auquel le département du Mont-Terrible fut rattaché. Par décision du congrès de Vienne, le territoire de l’ancien évêché de Bâle fut attribué au canton de Berne, en 1815.

## Économie
La population de Crémines a vécu de l’agriculture jusqu’à la fin du XIXe siècle. Dès la fin du XVIIIe siècle, une grande tradition horlogère s'implanta dans le village. On trouve des traces, en 1789, d'un horloger nommé  de Jacob Landry. Jusqu'au milieu du XXe siècle, les usines Greder, Grossert, Tschoumy, Girard et Juillerat firent connaître mondialement leur savoir-faire horloger.
Les archives communales font mention de différentes professions pratiquées dans le village au fil des siècles. On trouve un arquebusier, en 1741, un luminier de Challière (?) en 1739, un poissier en 1795, un potier, en l'an 7 du calendrier républicain, un salpetrier en 1759.

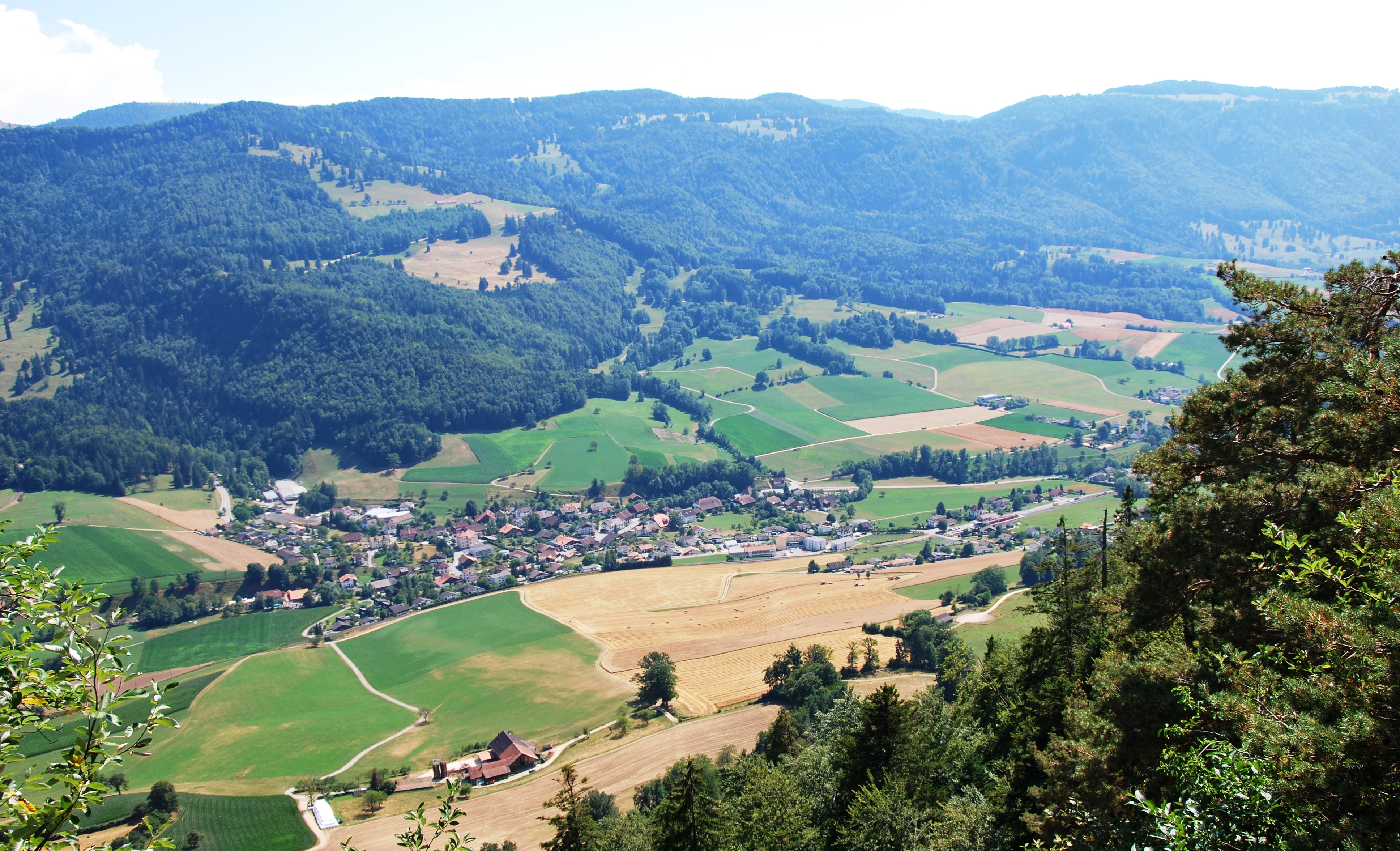
Vue sur Crémines
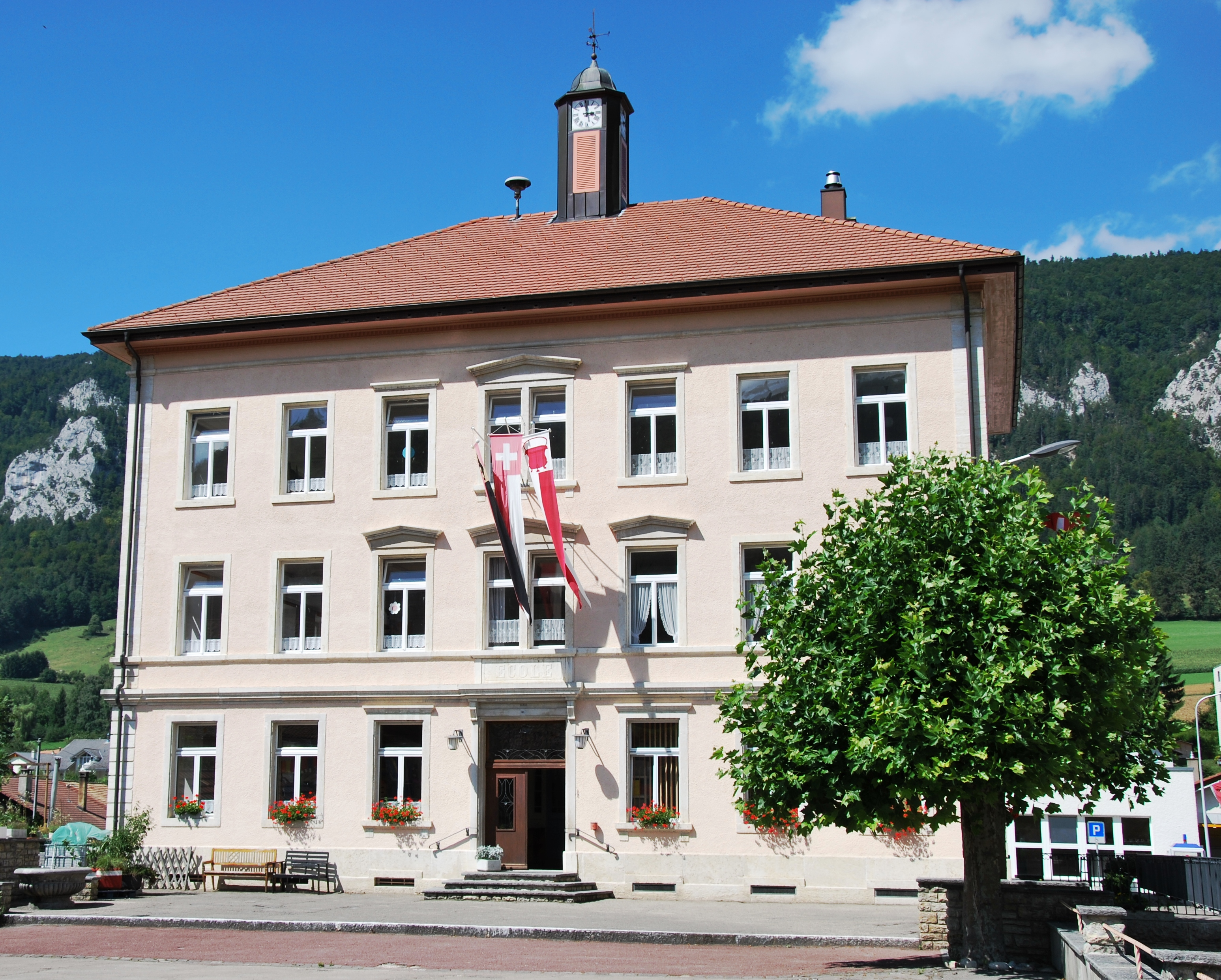
École de Crémines
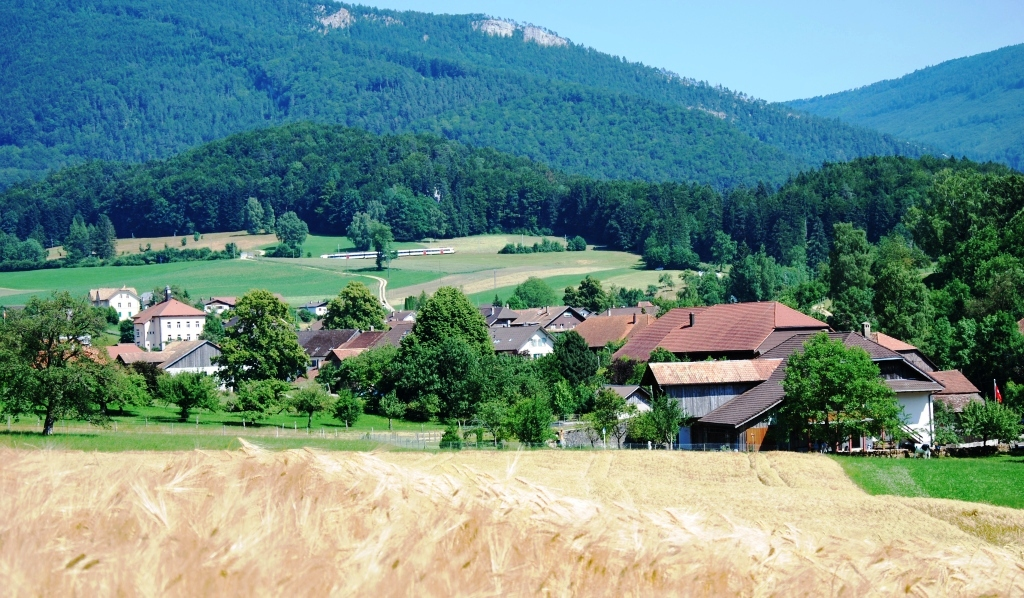
Vue sur Crémines
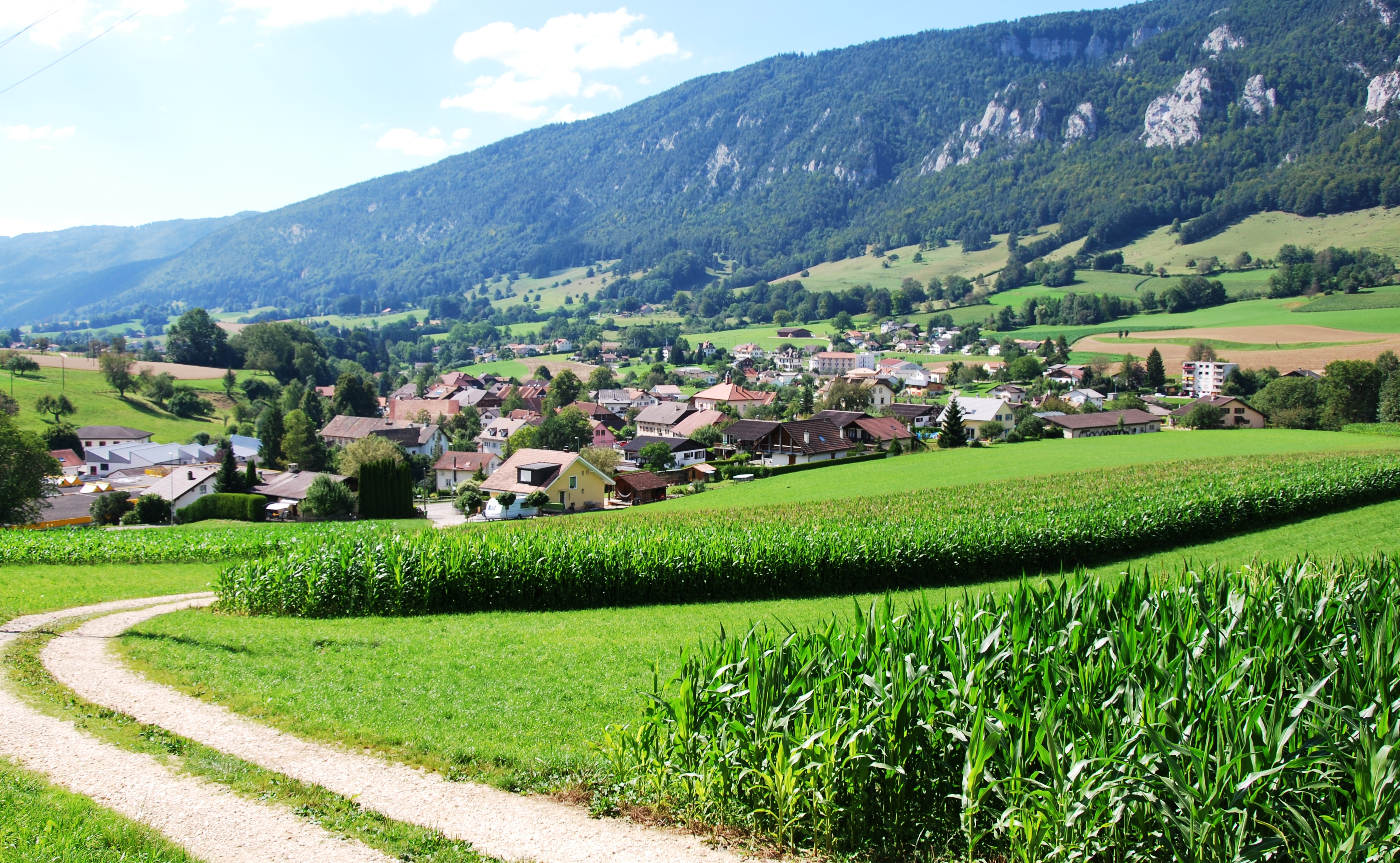
Vue sur Crémines
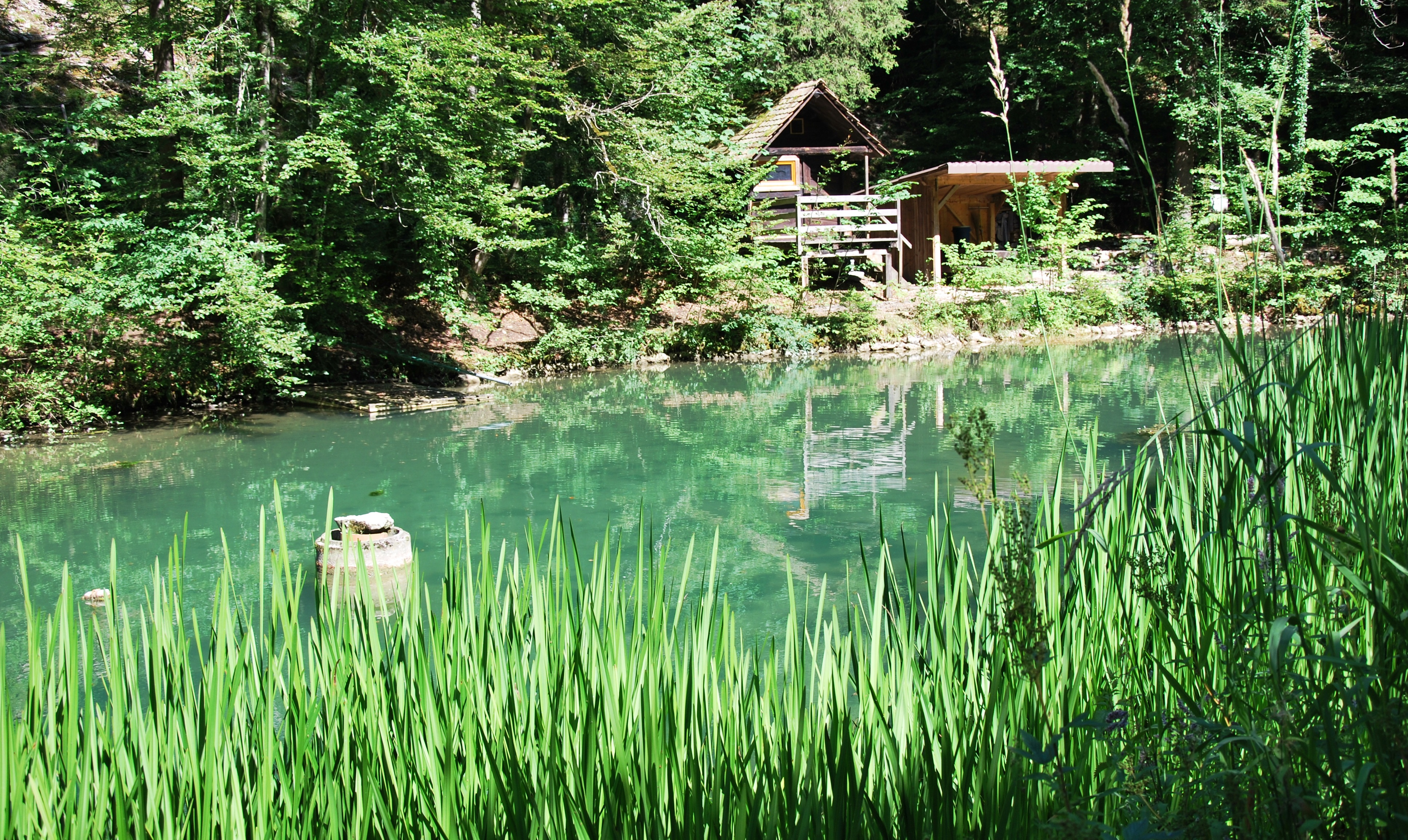
Étang de Crémines
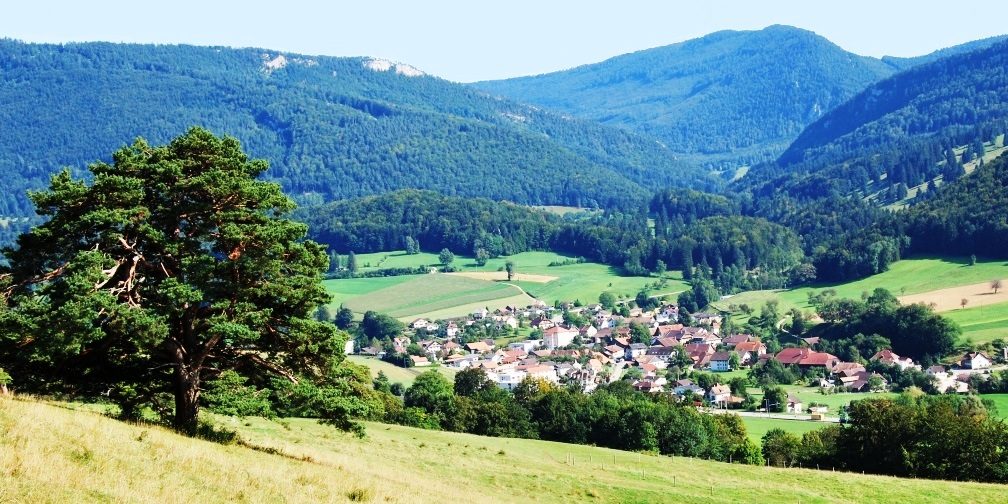
Vue sur Crémines
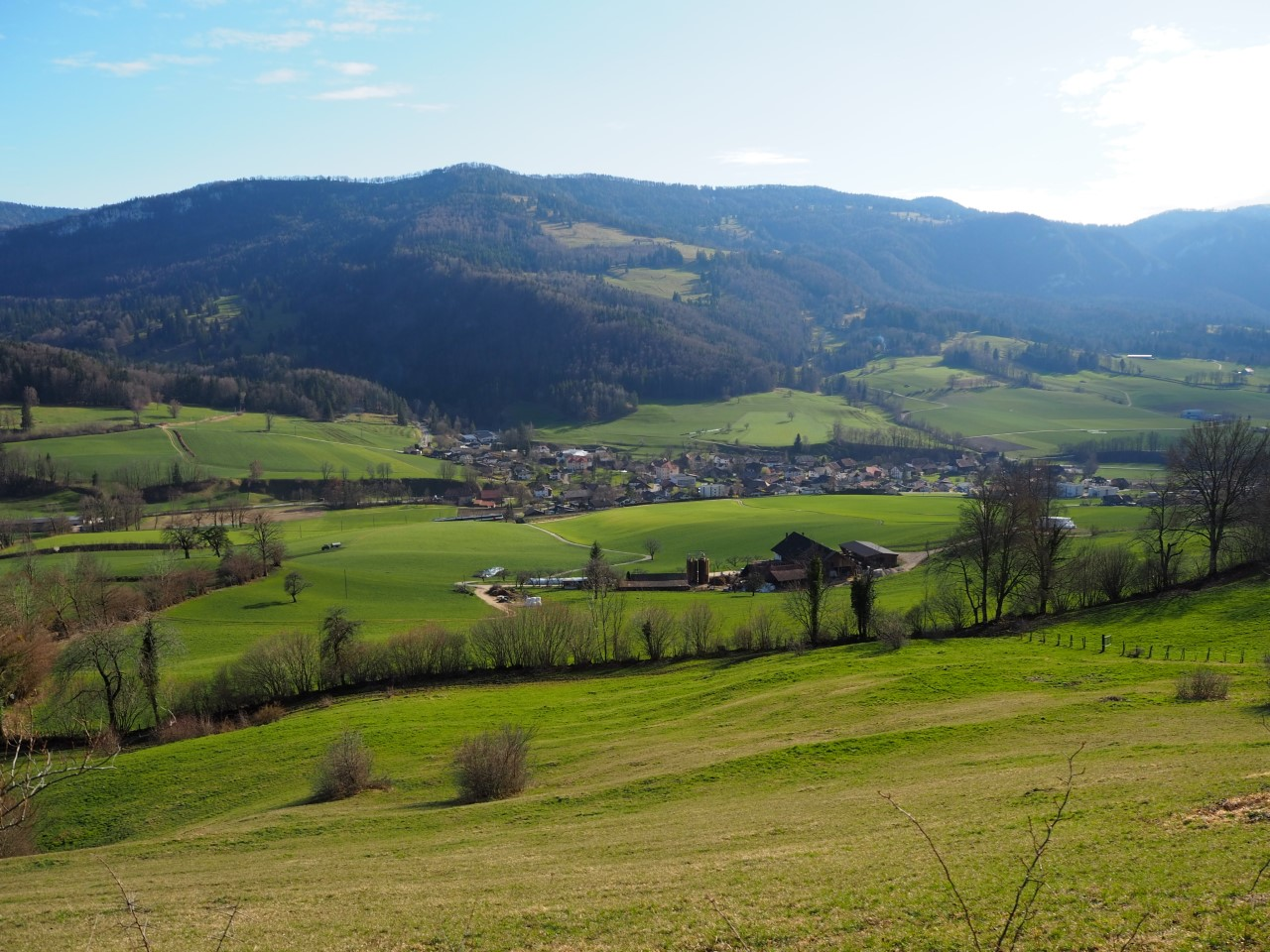
Vue sur Crémines
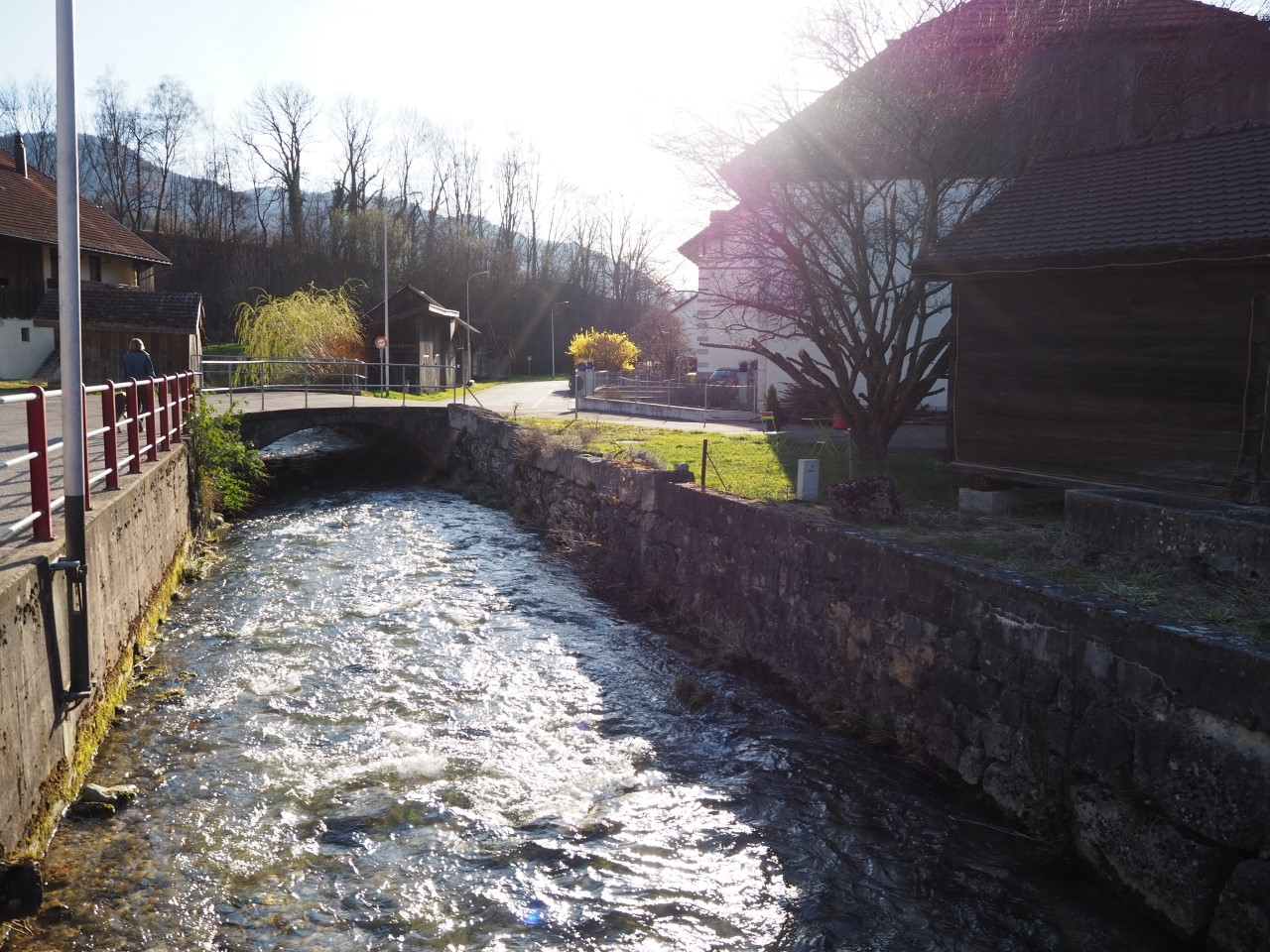
Cours d'eau Gaibiat dans Crémines
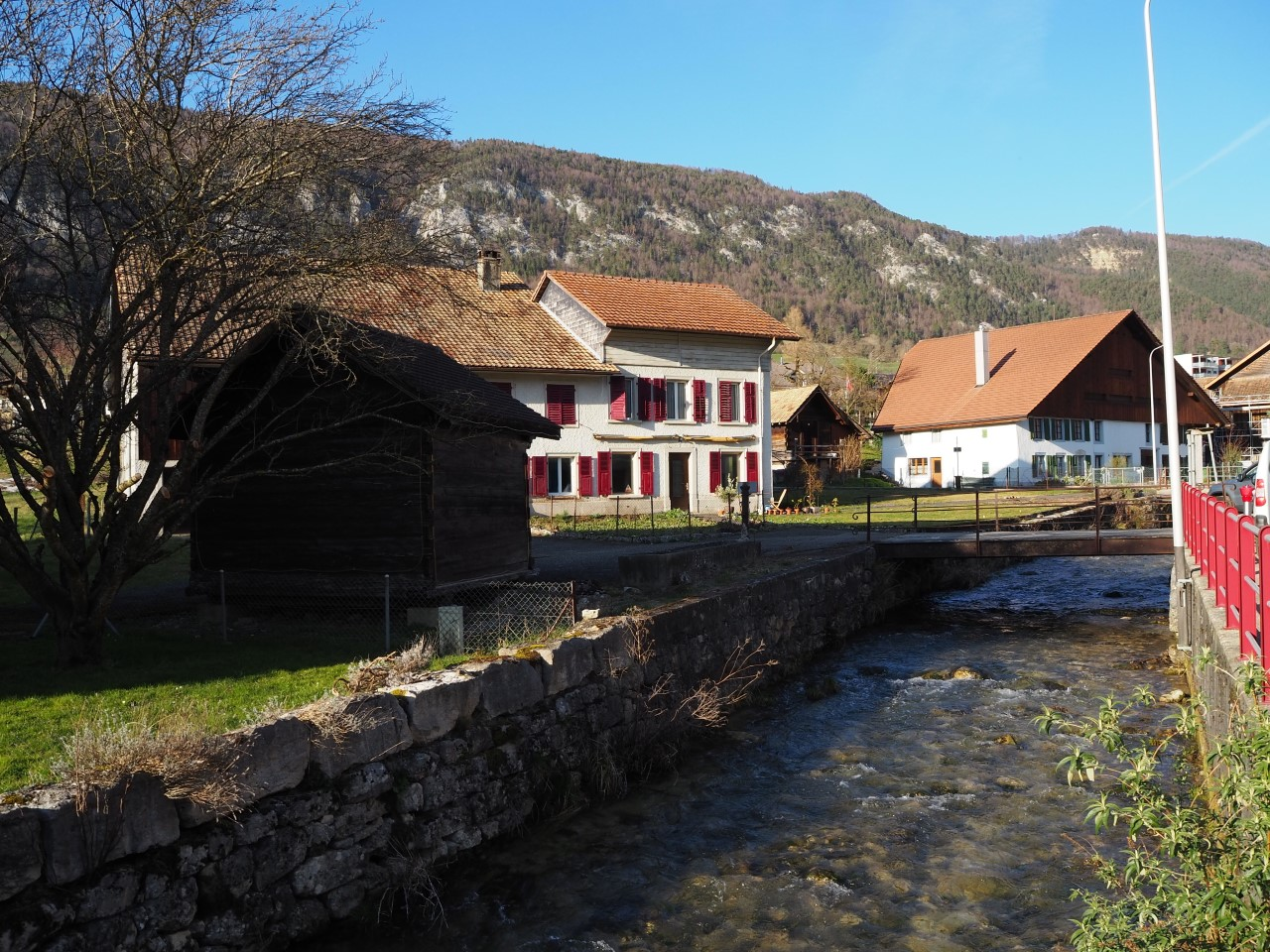
Idem
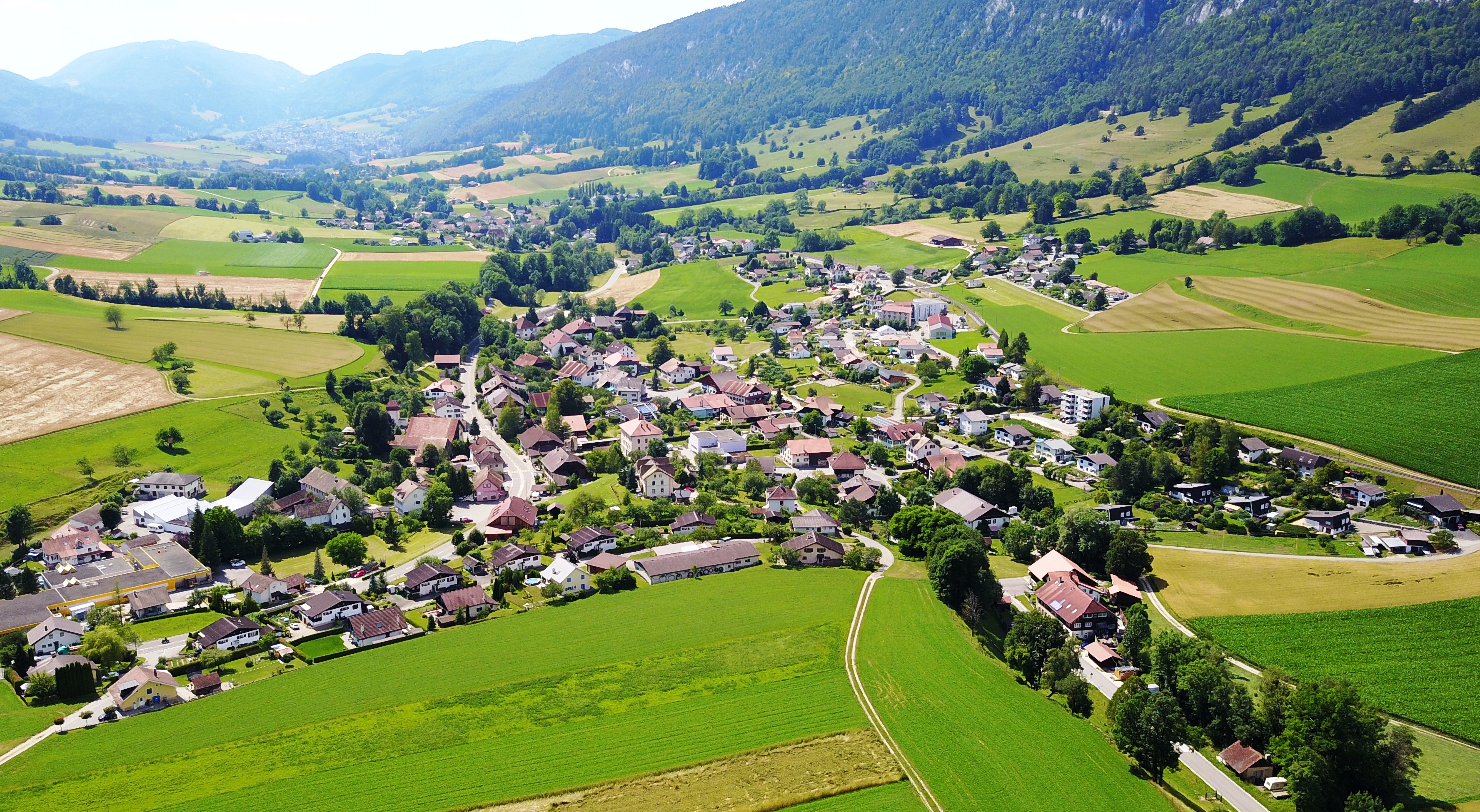
Vue sur Crémines

## Transports
- Ligne ferroviaire Moutier-Soleure, qui appartient à la compagnie du BLS, est actuellement desservie par les CFF
- CarPostal : ligne Moutier-Corcelles
- Autoroute A16  sortie Moutier nord (à 5 min)

## Personnalités
- Samuel Gobat (1799-1879), missionnaire en Abyssinie, évêque anglican à Jérusalem